# Kykladische Architektur

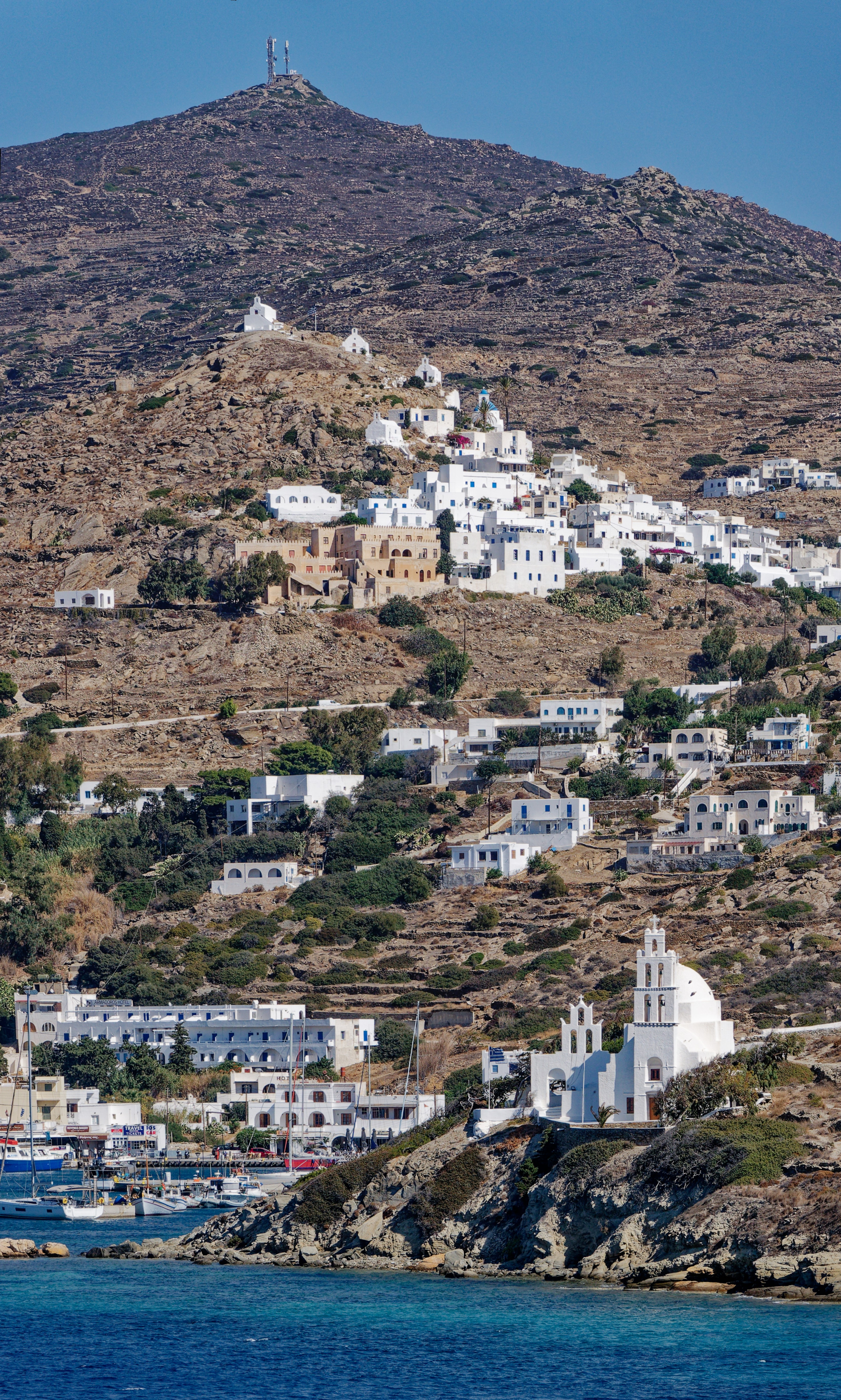
Ortsbild des Hauptorts der Insel Ios

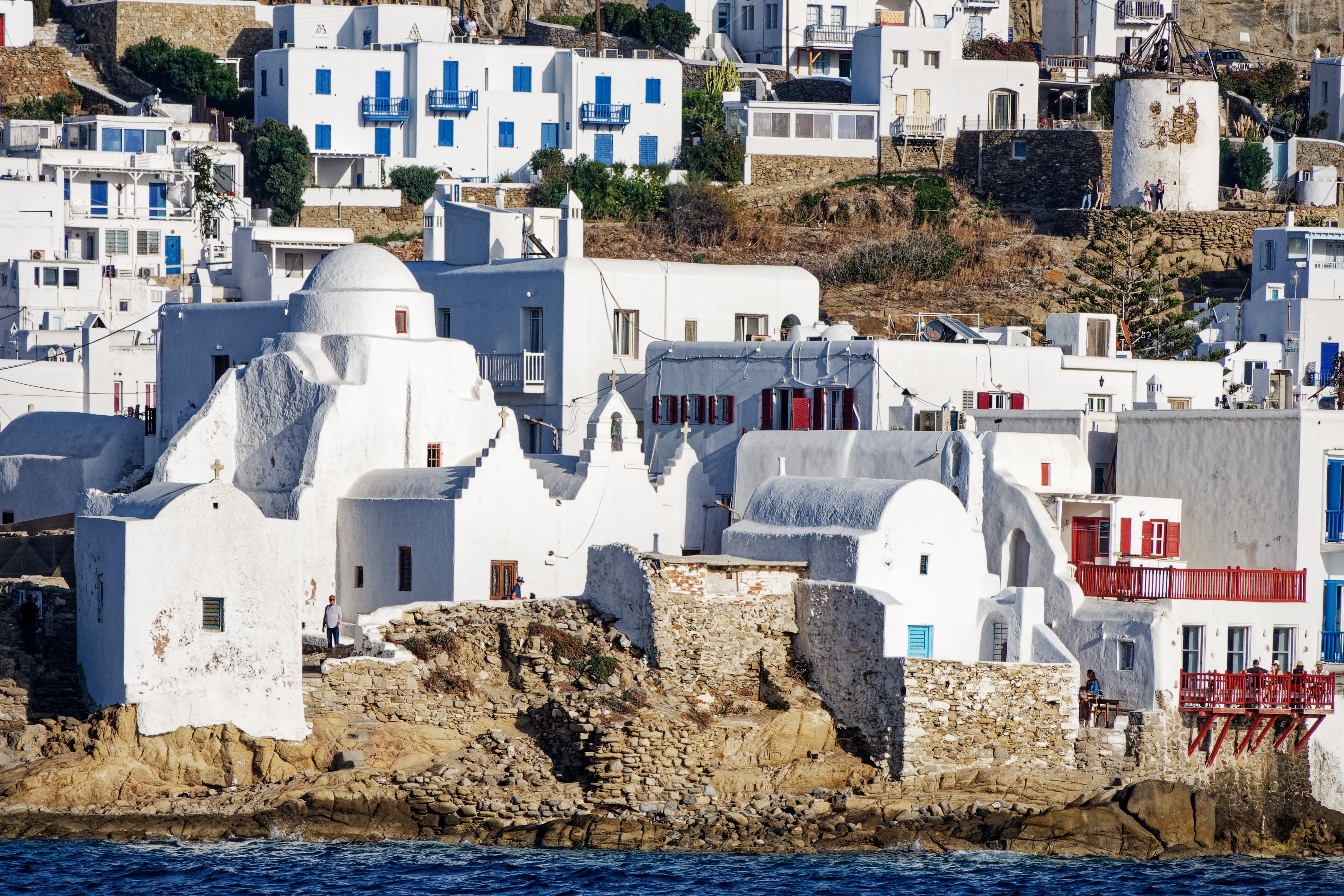
Die Kirche Panagias Paraportiani auf Mykonos, datiert auf 1425

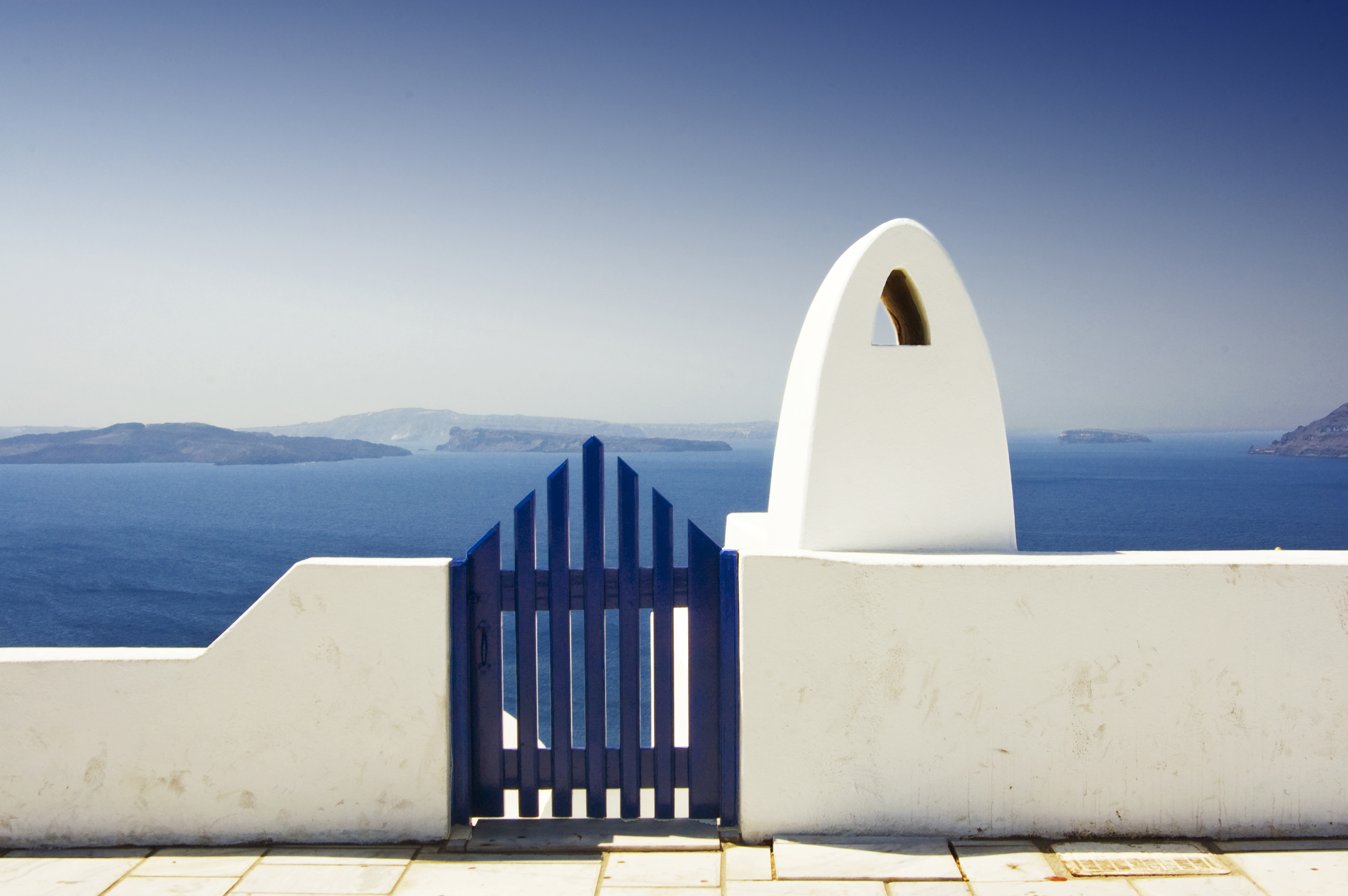
Aufgrund des Höhenunterschieds liegt dieser Hauseingang in Höhe des Schornsteins

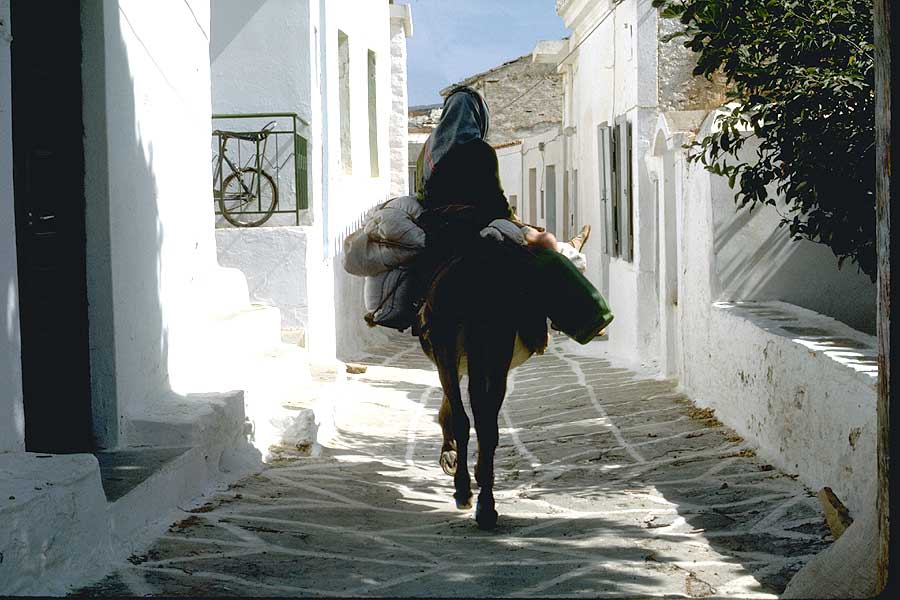
Eine alte Frau auf einem Esel, Insel Kythnos

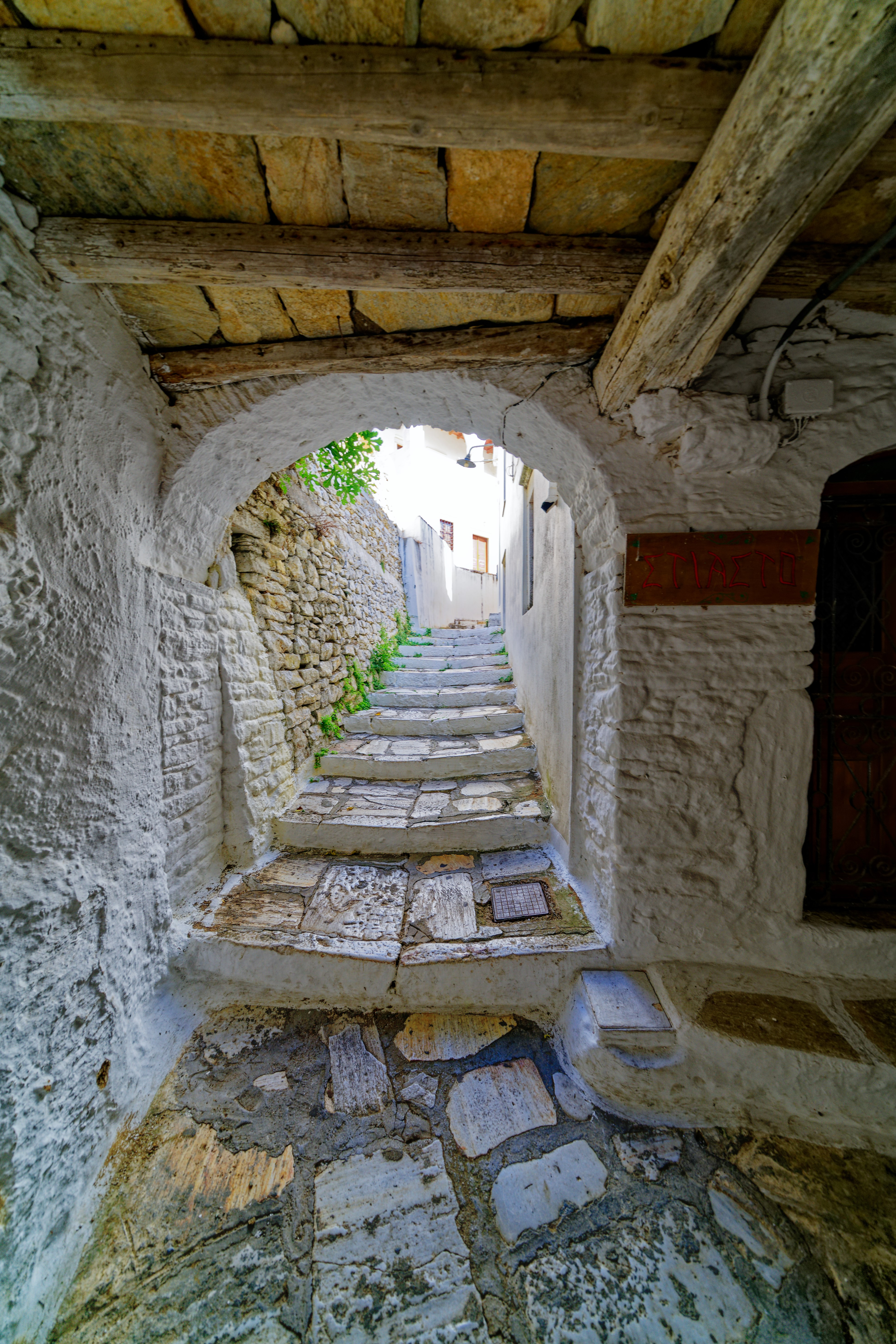
Straße im Dorf Apereithos (Naxos).

Als Kykladische Architektur (auch: Kykladenarchitektur, Κυκλαδίτικη αρχιτεκτονική) wird die Architektur der Kykladen bezeichnet, sie findet sich auch auf den angrenzenden Sporaden, daher ist man geneigt von der Inselarchitektur Griechenlands zu sprechen. Die weiß-blauen kubischen Häuser ohne Zierrat finden sich jedoch auf keinen weiteren Inseln Griechenlands, so dass diese Bezeichnung nicht richtig ist.

## Topografie
Die Entfernung der Kykladeninseln zueinander ist gering, so dass bei nahezu jeder Witterung Sichtkontakt besteht. Der Name leitet sich von dem Wort „Kyklos“ für Kreis ab. Insgesamt gibt es 28 größere und 200 kleinere Inseln, die um die Insel Delos herum gruppiert sind, diese war ein wichtiges religiöses Zentrum der Antike, wo Apollo und Artemis verehrt wurde. Heute ist die Insel Delos unbewohnt.
Die Kykladen verfügen über nur wenig Holz, dafür über viele Steine, sei es Kalkgestein wie Marmor oder vulkanischen Ursprungs wie Gneis oder Granit. Weil Erde fehlt, sind zahlreiche Blumentöpfe mit Sträuchern aufgestellt.
Alle Inseln sind sehr gebirgig und die Ortschaften über steile Treppen erschlossen.

## Geschichte
In der frühen Bronzezeit entwickelte sich auf den Inseln die spezifische Kykladenkultur, große Teile der Inselgruppe gerieten in der mittleren Bronzezeit unter den Einfluss der Minoischen Kultur und übernahm auch architektonische Elemente aus Kreta, wie sich insbesondere in der durch einen Vulkanausbruch verschütteten und daher exzellent erhaltenen Stadt Akrotiri zeigt. Spätere Zeugnisse von baugeschichtlicher Relevanz auf den Kykladen stammen von 490 v. Chr. und werden der Dorischen Architektur zugeordnet. In jener Zeit gab es einen regelrechten Bauboom mit regionalen Einflüssen.
Als Beginn der heutigen kykladischen Architektur können die Überfälle von Piraten und Seeräubern gelten, die nach dem Ende des römischen Reichs die Inseln unsicher machten. Fortan zog die Bevölkerung in enge Siedlungen meist an eine einzige Stelle der Insel zusammen. Der Zentralort einer jeden Insel trägt meist die Bezeichnung Chora.
Die venezianische Herrschaft in der südlichen Ägäis im Herzogtum Archipelagos von 1207 bis 1383 brachte neue Einflüsse in die Region, auch in der Architektur. Die Venezianer errichteten Festungsbauten an hochgelegenen Stellen und auf Felsvorsprüngen. Die Häuser ihrer Verwaltungsbeamten waren deutlich größer und generell großzügiger als die landwirtschaftlichen Bauten der einheimischen Bevölkerung. Als das Herzogtum bis zum Untergang 1579 langsam verfiel, gab es wieder Piraterie und einen kulturellen Niedergang. Die anschließende osmanische Herrschaft wirkte sich nicht in der Architektur aus.
Der wirtschaftliche Aufschwung durch Handel im 19. Jahrhundert brachte Geld auf die größeren Inseln, auf denen prächtige Herrenhäuser der Handelsfamilien errichtet wurden. Sie orientierten sich im Stil des Klassizismus an der venetianischen Architektur. Seit der Mitte des 20. Jahrhunderts dominiert der Tourismus die Kykladen. Die Neubauten von Hotels und anderen touristischen Einrichtungen wurden dank strenger Bauvorschriften weit überwiegend so gestaltet, dass sie sich in die traditionelle Architektur einfinden.

## Merkmale
Charakteristische Merkmale der kykladische Architektur sind kubische Formen, Flachdächer die häufig einst als Zisternen dienten, und enge verwinkelte Gassen, die Schatten spenden. Zahlreiche Kirchen und Kapellen sowie Windmühlen und Taubenhäuser runden das Ortsbild der jeweiligen Insel ab.

### Das Wohnhaus auf den Kykladen
Die Häuser besitzen eine sehr geometrische Form ohne dekorative Ornamente, weder gemeißelt noch gemalt. Grundlage jeden Hauses ist ein rechtwinkliger Grundriss von 3 m × 4 m, die Deckenhöhe beträgt 2,5 m – 3 m je Geschoss. Die Ausrichtung der Häuser ist stets nach Südosten, die Wände sind aus Wärmeschutzgründen 60 bis 80 Zentimeter dick, die Fenster aus gleichen Gründen klein. Fenster sind trotz der engen Bebauung stets auf beiden Seiten angebracht, um bei Meltemi ein Lüften und Abkühlen zu ermöglichen. Die weiße Farbe weist die Wärme ab. Das regelmäßige Weißen mit Kalk findet jährlich statt, meist vor Ostern, da über den Winter der Regen ihn allmählich wieder abwäscht. Die Böden der Räume waren anfangs aus Stampflehm, später wurde Steinplatten der Vorzug gegeben.
Typisch und bis heute fortgeführt ist die  agglutinierende Bauweise aus einzelnen Räumen, die nach Bedarf entsprechend der Geländestruktur an- und aufgebaut wurden. Dadurch entstehen enge, verwinkelte Gassen, Treppen und Durchgänge. Aneinander gebaute Gebäudeteile sind meist mit einer gemeinsamen Wand errichtet. Aufgestockte Bauwerke weisen häufig Außentreppen und Balkone auf. Landwirtschaftliche Bauten sind zumeist einstöckig um einen kleinen Hof gruppiert. Im Inneren der Ortschaften ist eine zweistöckige Bauweise typisch. Höhere Bauten kommen nur in der venezianischen Architektur vor oder mit dem wirtschaftlichen Aufschwung seit der Mitte des 20. Jahrhunderts.

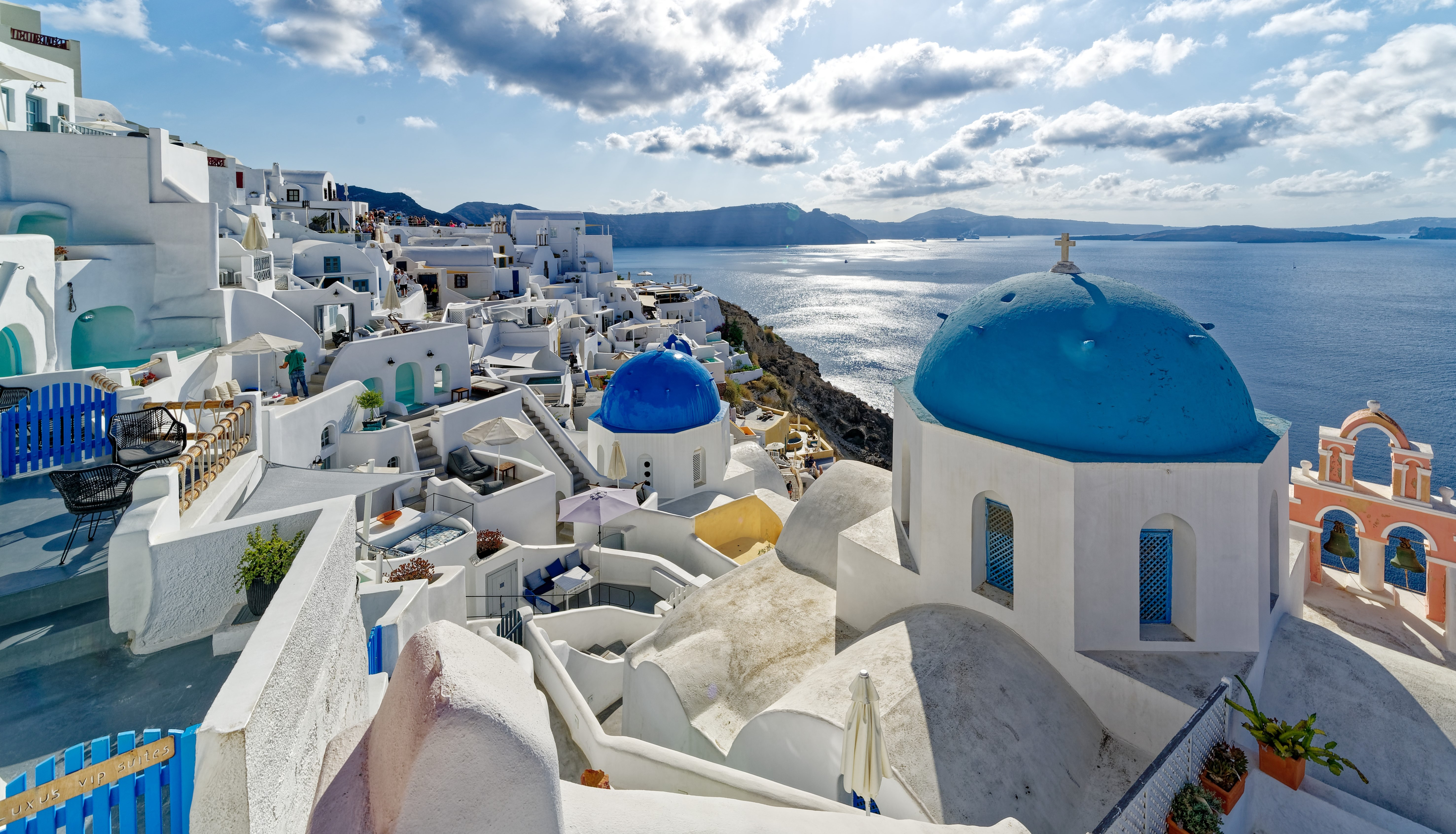
Das Ortsbild von Oia auf der Insel Santorin.

### Besonderheiten auf Santorin
Spezielle Bedingungen auf der Insel Santorin, der südlichsten der Kykladen-Inseln, führten zu einer besonderen Ausprägung der Architektur. Da die Insel fast vollständig aus vulkanischem Tuff-Gestein besteht, ist die Höhlenwohnung als frühe Bauform nachgewiesen aber bis heute in Betrieb. Auf der Insel lassen sich alle Gebäudeformen von der unbearbeiteten Naturhöhle bis zum freistehenden Haus finden.
Der einfachste Fall ist eine vorhandene Höhle; wenn Wände bearbeitet, Säulen durch Ummauerung gestützt werden und die Höhle durch eine Vorderwand abgeschlossen wird, beginnt der menschliche Eingriff in die Struktur. Höhlen dieser beiden Typen sind nur noch als Lagerflächen in Betrieb. Der nächste Schritt ist die Erweiterung von Höhlen, ohne wesentliche Änderungen an Form und Struktur. Zur Sicherung der Decke wurden einfache Tonnengewölbe ausgehöhlt. Eine Kalkschicht auf den Oberflächen wirkte desinfizierend, symbolisierte aber vor allem die Inbesitznahme durch den Menschen. Diese kaum bearbeiteten Höhlen sind heute noch als sakrale Orte erhalten, die Höhlenkirche von Messeria zeigt diesen Typ der einfachst möglichen Architektur. Der Ausbau setzt sich fort in künstlich ausgehöhlten Nebenräumen, komplizierteren Gewölben und vor allem, in dem die Höhle durch Anbauten ins Freie erweitert wird. Wohnhäuser dieses Typs werden als yposkafos bezeichnet und sind auf der Insel Santorin vor allem in den traditionellen Orten Emporio und Karterados bis heute bewohnt.
Höhlen auf Santorin weisen eine große Vielfalt an architektonischen Elementen auf. Aus dem weichen Gestein wurden „Säulen, Wände, Nischen, Bänke, Stufen, Leicht- und Luftschächte, Wasserreservoirs, Bodengruben, so genannte geheime Kammern, Gänge, Raumebenen, Durchdringungen, Fenster- und Türöffnungen, Umrahmungen, Bögen, Rampen sowie eine Unzahl amorpher und nicht geometrisch fassbarer plastischer Aushöhlungen“ entwickelt; diese sind als „negative Architektur“ aus der Masse ausgehöhlt.
Während der venezianischen Besatzung der Insel als Teil des Herzogtums Archipelagos entstanden Festungen, die nur noch als Ruinen erhalten sind. Etwa 1806 gründeten Katholiken eine Siedlung südlich von Skaros und errichteten 1823 die Kirche Ieros Naos Agiou Ioannou tou Baptistou. Um sie entstand das katholische Viertel, das zum Ursprung der heutigen Inselhauptstadt Fira wurde. Es weist starke Elementen im Stil des westlichen Mittelmeers auf. Im Laufe des 19. Jahrhunderts kamen als neuer Baustil Herrenhäuser auf die Insel, die als Kapitänshäuser (kapetanospita ) bezeichnet werden. Sie haben kubische Formen und gelten als von Vorbildern der Renaissance abgeleitet. In Oia bilden sie ein ganzes Stadtviertel. In anderen Orten stehen einzelne der Herrenhäuser, sie werden zumeist aufwändig saniert als Hotels betrieben.
Die aus der Höhle stammende Deckenform wurde auf freistehende Gebäude übertragen, weshalb auf Santorin das Tonnengewölbe die traditionelle Dachform darstellt. Nach dem Erdbeben von 1956 wurden früh Bauvorschriften erlassen, die das Ortsbild vor überdimensionalen Baukörpern schützen. Bis heute dürfen normale Bauten auf der Insel nur eine Höhe von 7,15 m haben, was in der Praxis eine zweistöckige Bauweise bedeutet. Ein drittes Geschoss mit einer maximalen Höhe von 8,50 m ist nur zulässig, wenn es ein traditionelles Tonnengewölbe aufweist.

## Rezeption

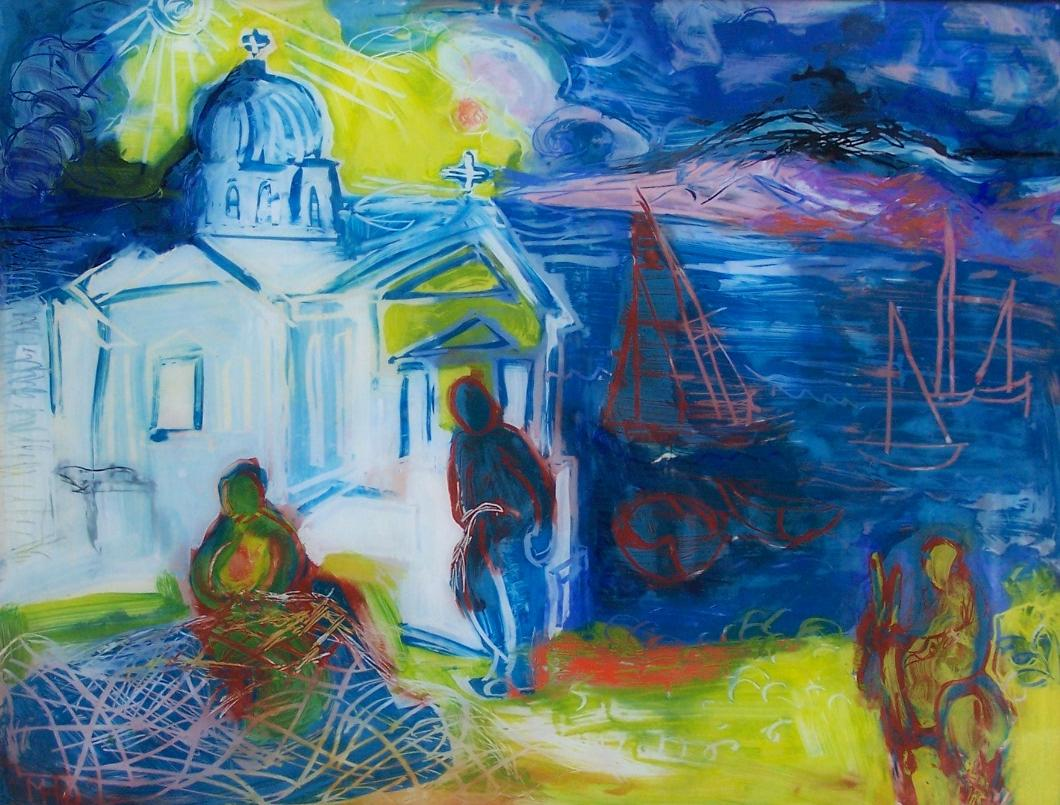
Die „Netzflicker“, Margret Hofheinz-Döring, 1966 auf Mykonos

### Allgemein
Anders als Korfu, Rhodos und Athen, die der Tourismus schon sehr früh entdeckte, erlangte der Tourismus auf den Kykladen erst in der Zeit zwischen den Weltkriegen an Bedeutung, bis dahin war es meist ruhig und abgeschieden. Die wichtigste Einnahmequelle der Bewohner der Kykladen ist traditionell die Schifffahrt. Die ruhige Lage hat sich auf den kleinsten Inseln der Gruppe bis heute erhalten, da diese aufgrund der Größe auch nur wenig Abwechslung für Besucher bieten können. Die Insel Andros entwickelte sich zu einer zentralen Künstlerkolonie Athener und einheimischer Maler; zur „Stadtflucht“ der Künstler führten neben dem Interesse für Licht, den ländlichen Motiven oder den markanten Landschaften auch der Wunsch nach einfachem, zurückgezogenem Leben.
Ab dem 19. Jahrhundert zogen die Inseln Intellektuelle an, die den Mikrokosmos einer Insel durch einen längeren Aufenthalt erlebten und literarisch oder fotografisch festhielten.

### Die Architektur im Speziellen
Nachdem der österreichische Architekt Adolf Loos im Juli 1902 auf seiner Hochzeitsreise auf den Kykladen Halt gemacht hatte, unternahm er mit seiner Bauschule regelmäßig Reisen dorthin. Die kykladische Architektur beeinflusste wesentlich seine Vorstellung einer „ornamentlosen Architektur“ und von dort die Architektur der funktionalistischen Moderne. Auch Le Corbusier studierte die Architektur der Inseln.
Immer wieder beziehen sich Architekten in zeitgenössischen Interpretationen auf den kykladischen Baustil, zum Beispiel baute Iannis Xenakis für sich in der Zeit zwischen 1966 und 1977 ein Ferienhaus auf Amorgos. Es ist eines der seltenen Beispiele, wo Kykladische Architektur in eine organische Formensprache überführt wurde.
In der Gegenwart wird weniger auf den gestalterischen Minimalismus, als vielmehr auf die energetischen Vorteile der kykladischen Architektur verwiesen – Steven Chu bezeichnete diese als vorbildhaft angesichts der globalen Erwärmung.